# Ascó
 Ascó es un municipio de España perteneciente a la provincia de Tarragona, en la comunidad autónoma de Cataluña. Forma parte de la comarca de Ribera de Ebro y está situado a la derecha del río Ebro. Cuenta con una central nuclear, con dos reactores, que aprovecha el agua del río Ebro para su refrigeración y son el principal recurso económico de la población, junto a la tradicional agricultura de secano. Conserva ruinas de un castillo medieval sobre el cerro que domina la población.

## Historia

### Almacén nuclear
El 26 de enero de 2010 el ayuntamiento aprobó la candidatura para que la localidad albergue un Almacén temporal Centralizado de residuos de alta y media actividad. También lo hicieron otros 10 municipios de la geografía española. Luego, el Parlamento Catalán aprobó una moción que impide la creación de estos almacences en la zona de Cataluña. El Gobierno de España deberá elegir una de ellas.
En el trascurso de finales de 2011 inicios del 2012, el gobierno electo del Partido Popular, se pronuncia sobre la decisión de la ubicación de dicho almacén, que finalmente será albergado por la población de Villar de Cañas, una localidad que en un principio estaba descartada por el anterior gobierno, se hace así con la concesión del almacén de residuos nucleares, que estará en servicio durante 60 años desde su primera entrada de material.

## Geografía humana

### Demografía
Cuenta con una población de 1608 habitantes (INE 2024).

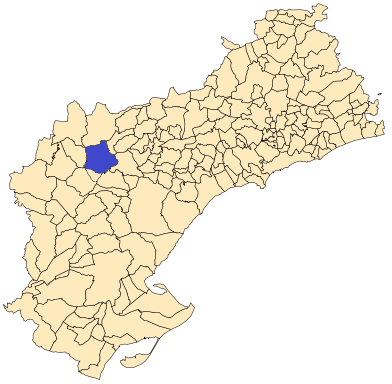
Situación de Ascó en la provincia de Tarragona

| Gráfica de evolución demográfica de Ascó entre 1842 y 2021                                                            |
| |
| Población de derecho según los censos de población del INE. Población de hecho según los censos de población del INE. |

| 1900 | 1930 | 1950 | 1970 | 1981 | 1986 |
| ---- | ---- | ---- | ---- | ---- | ---- |
| 2499 | 2422 | 1885 | 1630 | 2037 | 1847 |

## Monumentos y lugares de interés

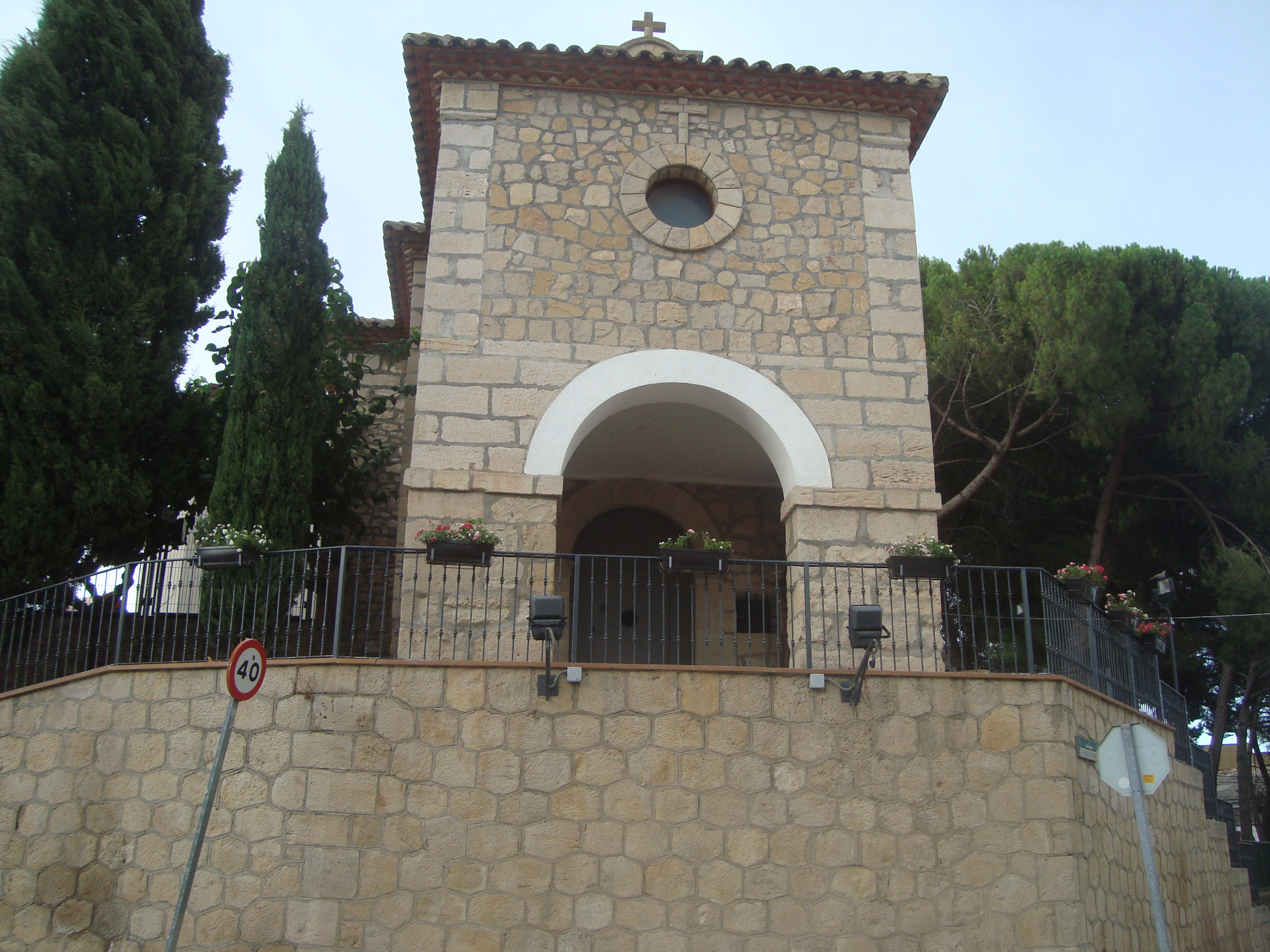
Ermita de San Miguel

- Castillo de Ascó
- Iglesia parroquial
- Entorno fluvial

## Ciudades hermanadas
- Marines (Francia)